# Помилка психолога
Помилка психолога - це неформальна помилка, яка виникає, коли спостерігач припускає, що його або її суб'єктивний досвід відображає справжню природу події. Помилку назвав Вільям Джеймс у 19 столітті:
Велика пастка психолога — це плутання його власної точки зору з психічним фактом, про який він робить свою доповідь. Надалі я буду називати це «помилкою психолога» per excellence.

## Альтернативні твердження про помилку
Деякі джерела констатують помилку психолога так, ніби мова йде про двох «людей» — спостерігача і спостережуваного — а не про одного спостерігача і факт. Наприклад,
Помилка психолога, помилка, до якої особливо схильний психолог, коли він читає в розумі, який він досліджує, те, що є істинним для нього самого; особливо читання у нижчих розумах того, що вірно для вищих.
Небезпека, якої слід уникати, відома як «помилка психолога». Це пов’язано з тим, що експериментатор схильний припускати, що суб’єкт буде реагувати на стимул або наказ так само, як він сам реагував би на обставини.
У цій альтернативній формі помилка описується як специфічна форма стереотипу «схожий на мене»: для простоти робиться припущення про те, що невідомо про іншу людину, використовуючи речі, які спостерігач знає про себе. Така упередженість змушує спостерігача припускати знання чи навички, або їх відсутність, якими володіє інша людина. Наприклад, «Я (або всі, кого я знаю, чи більшість людей, яких я знаю) не дуже багато знаю про хімію. Тому я можу припустити, що ця інша людина дуже мало знає про хімію». Це припущення може бути вірним у будь-якій кількості конкретних випадків, що робить індуктивне міркування, засноване на цьому припущенні, переконливим, але не застосовується в загальному випадку (є багато людей, які дуже обізнані в галузі хімії), і тому дедуктивне міркування на основі цього припущення може бути недійсним.
Ці альтернативні твердження, однак, не збігаються з тим, що Вільям Джеймс охарактеризував, коли назвав помилку.